# Dendrobatinae
Sous-famille
Les Dendrobatinae sont une sous-famille d'amphibiens de la famille des Dendrobatidae.

## Répartition
Les espèces des huit genres de cette sous-famille se rencontrent du Nicaragua au bassin amazonien.

## Liste des genres
Selon Amphibian Species of the World (11 juin 2017) :
- Adelphobates Grant, Frost, Caldwell, Gagliardo, Haddad, Kok, Means, Noonan, Schargel & Wheeler, 2006
- Andinobates Twomey, Brown, Amézquita & Mejía-Vargas, 2011
- Dendrobates Wagler, 1830
- Excidobates Twomey & Brown, 2008
- Minyobates Myers, 1987
- Oophaga Bauer, 1994
- Phyllobates Duméril & Bibron, 1841
- Ranitomeya Bauer, 1986

## Publication originale
- Cope, 1865 : Sketch of the Primary Groups of Batrachia Salientia. The Natural History Review, New Serie, vol. 5, p. 97–120 (texte intégral).